# Benjamin Tetteh
Benjamin Tetteh (* 10. Juli 1997 in Accra) ist ein ghanaischer Fußballspieler.

## Karriere

### Klub
Zur Saison 2014/15 wechselte er von den Tudu Mighty Jets zum Dreams FC. Von diesem wiederum wechselte er zur Spielzeit 2015/16 nach Belgien, wo er sich Standard Lüttich anschloss. Sein Ligadebüt hatte er am 17. Oktober 2015 bei einer 1:2-Niederlage gegen den KVC Westerlo. Diese verliehen im September 2016 bis zum Ende der laufenden Runde 2016/17 nach Tschechien zum 1. FC Slovácko. Nach dem Ende der Leihe verließ er Lüttich, verblieb jedoch nicht bei seinem Leihklub, sondern schloss sich Bohemians Prag 1905 an. Von diesen wiederum wechselte er zur Spielzeit 2018/19 weiter zu Sparta Prag. Nach zwei Spielrunden hier verliehen diese ihn dann weiter in die Türkei zu Yeni Malatyaspor, welche ihn nach der Leihe zur Spielzeit 2021/22 auch fest übernahmen. Zur Saison 2022/23 wechselte er ablösefrei zum englischen Championship-Klub Hull City. Dort verblieb er eine Saison, bevor er sich im August 2023 dem FC Metz anschloss. In Metz war er nur Ergänzungsspieler und kam auf zwölf Ligaeinsätze mit durchschnittlich 22 Minuten Spielzeit, ohne ein Tor zu erzielen. Im September 2024 wurde er für ein Jahr an NK Maribor verliehen, wo er in der Liga auf 19 Einsätze mit 17 Scorerpunkten kam.

### Nationalmannschaft
Seinen ersten bekannten Einsatz für die ghanaische A-Nationalmannschaft hatte er am 9. Oktober 2021, bei einem 3:1-Sieg über Simbabwe, während der Qualifikation für die Weltmeisterschaft 2022. Hier wurde er in der 60. Minute für Jordan Ayew eingewechselt. Später war er auch Teil des Kaders der Mannschaft beim Afrika-Cup 2022, wo er in zwei Partien zum Einsatz kam.